# Luo Jü-tchung
Luo Jü-tchung (čínsky pchin-jinem Luó Yùtōng, znaky 罗玉通; * 6. října 1985, Chuej-čou, Čína) je čínský skokan do vody. Na Letních olympijských hrách 2012 získal společně s Čchin Kchajem zlatou medaili v synchronizovaných skocích z třímetrového prkna.